# Para Para
Para Para（日语：パラパラ，或Para-Para、ParaPara）是一種在1980年代開始在日本發展、並在1990年代時逐漸向其他周邊國家散播的舞蹈形式。這種舞蹈的特徵是以手部動作為主，除了簡單腳步的移動之外，很少有下半身的動作。由於這種特徵與日本在盂蘭節所跳的傳統民族舞蹈相當類似，有人認為Para Para就有如現代版的盆踊一般，故又稱之為「平成的盆踊」（起因於此熱潮是在進入平成時代開始興盛）。Para Para的舞蹈音樂以Techno及Eurobeat等電子舞曲為主。

## 歷史
Para Para的舞步起源眾說紛紜，最有力的有一說是源自於1970年代末期日本的流行團體性表演活動竹之子族；但是一直到1990年代末期才在日本以外的地區（尤其是亞太地區）流行起來。而關於Para Para一詞由來眾說紛紜，目前最有力的說法是，與挪威樂團「A-ha」的「Take On Me」的前奏有關。
隨著舞廳、俱樂部的發達，Para Para在迪斯可全盛期的1980年代蔚為風潮。而1990年代末期，日本偶像木村拓哉在熱門電視節目《SMAP×SMAP》中跳起Para Para，帶動了日本全國Para Para的流行，可說是Para Para第三次大流行的濫觴。坊間出現了傳授Para Para的舞蹈教室，也有許多專為Para Para而製作的影音產品問世。許多藝人都將這種舞蹈運用在自己的表演之中，甚至有人組成了專門表演Para Para的團體；連東京迪士尼樂園的米老鼠也加入Para Para的行列。
在這一波流行中，電視遊戲公司KONAMI推出了一系列名為「ParaPara Paradise」（簡稱PPP）的Bemani遊戲機，更助長了Para Para的發展；隨著ParaPara Paradise在亞太地區的流行，Para Para也開始在日本以外的地區蔚為風行。在ParaPara Paradise遊戲機上，在左、右、前、左前及右前等五個位置設有動態偵測感應器，用來感應玩家的手部動作。玩遊戲機時玩家站在八角形平台上，當螢幕上的箭頭到達指定位置時，玩家須對著適當方向揮動手臂，遊戲機會透過感應器判斷玩家的手部位置是否正確並與以評價，達到一定的標準才算過關。此遊戲機在2000年問世，在日本和香港都相當風靡。

## 香港的Para Para

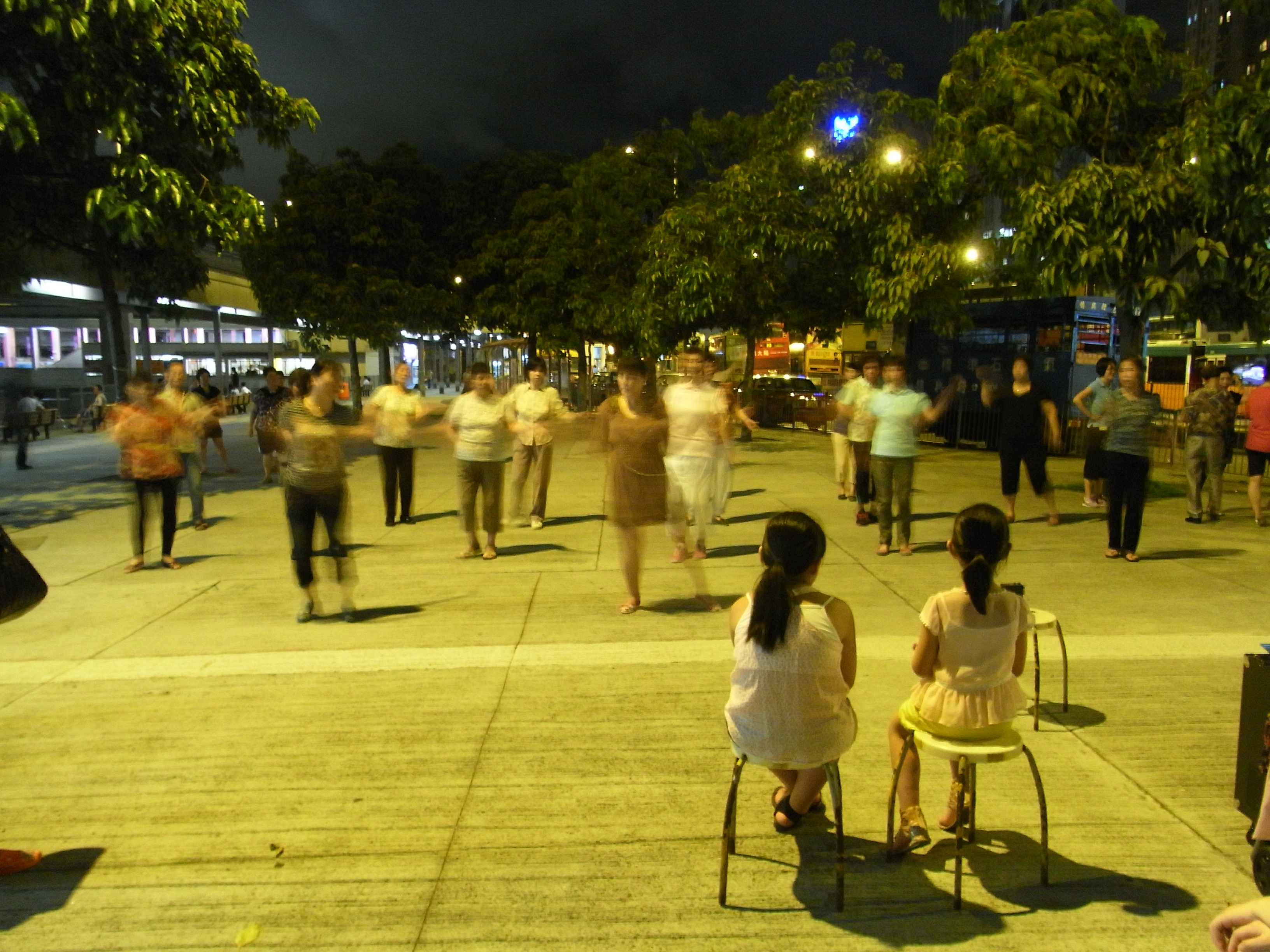
北角碼頭街坊 Para Para 集體運動

- 2001年，Para Para在香港興起過一陣熱潮。幾乎每逢週末晚上，也有Para Para愛好者在尖沙咀香港文化中心的廣場聚集練習，最高峰時，練舞者的數目曾多達百人以上。不過，由於無人替此大規模集會提交正式申請，所以警方曾多次到場驅散，終止活動。事實上，藝術愛好者只要循正式途徑作出申請，便能租用該廣場，唯 Para Para 聚會人數實在太多，故一直無法申請成功。2003年，Para Para在香港的熱潮已過，愛好者的聚會數目亦愈來愈少。
- 2001年，香港ParaPara舞蹈總會 (Hong Kong Para Para Dance Association/HKPPDA)]成立。稍後亦設立了Facebook專頁。及後每年的11月左右會舉行一年一度的「香港 ParaPara 教學週年慶祝活動」，此項活動終止於2014年。

## 參见
- 《芭拉芭拉樱之花》：一部关于 Para Para 的电影
- ParaParaParadise 遊戲模擬器：一個在電腦上使用的 ParaParaParadise 遊戲模擬器。

## 外部連結
- 香港PARAPARA舞蹈總會的Facebook專頁 （页面存档备份，存于）
- PARAPARA動画（页面存档备份，存于）